# Horiuchi Daisuke
Daisuke Horiuchi (sinh ngày 22 tháng 4 năm 1985) là một cầu thủ bóng đá người Nhật Bản.

## Sự nghiệp câu lạc bộ
Daisuke Horiuchi đã từng chơi cho Montedio Yamagata.